# 56
Cette page concerne l'année 56  du calendrier julien. Pour l'année 56 av. J.-C., voir 56 av. J.-C. Pour le nombre 56, voir 56 (nombre).
L'année 56 est une année bissextile qui commence un jeudi.

## Événements
- Publius Clodius Thrasea Paetus, consul suffect à Rome[1].
- Guerre d'escarmouche entre Rome et les Parthes en Arménie (56-57). Corbulon profite de l’accalmie pour rétablir la discipline[2].

## Décès en 56
- Lucius Volusius Saturninus, âgé de 93 ans[2].